# Lolo Lui
Pour les articles homonymes, voir Lolo et Lui.

a Compétitions nationales et continentales officielles uniquement.

b Matchs officiels uniquement.
Dernière mise à jour le 30 décembre 2024.
Lolo Lui, né le 4 janvier 1982 à Apia, est un joueur samoan de rugby à XV qui évolue avec l'équipe de Samoa au poste d'arrière ou de demi d'ouverture.

## Biographie
Lolo Lui évolue avec le club d'Apia West dans le championnat des Samoa. Il honore sa première cape internationale en équipe des Samoa le 12 juin 2004 contre l'équipe des Fidji. Il dispute la Coupe du monde 2007 en France, jouant trois matchs,.
Egalement international samoan à sept, il fait partie de l'équipe qui remporte les Sevens Series en 2009-2010. Cette même année, il est nommé en 2010 pour le titre du meilleur joueur de rugby à sept, notamment aux côtés de ses compatriotes Alafoti Fa'osiliva et Mikaele Pesamino, et c'est finalement ce dernier qui remporte le prix.

## Statistiques en équipe nationale
- 25 sélections en équipe des Samoa
- 36 points (12 transformations, 4 pénalités)